# Thomas Spencer Baynes
Thomas Spencer Baynes, född den 24 mars 1823, död den 31 maj 1887, var en engelsk skriftställare och filosof.
Baynes var utgivare av "Daily news" 1857-64 och samtidigt examinator i logik och psykologi vid Londons universitet. Han kallades 1864 till professor i logik, metafysik och retorik vid universitetet i S:t Andrews. Han blev hedersdoktor i
Edinburgh 1874.
Baynes var lärjunge av William Hamilton. Han utgav en prisbelönt essay om dennes logik, Essay on the new analytic of logical forms (1851; 2:a upplagan 1853), översatte Arnaulds "Logique de Port-Royal" (7:e upplagan 1874) och inlade även förtjänst genom att (jämte William Robertson Smith) redigera 9:e upplagan av "Encyclopædia britannica".